# Coupe du monde de rugby à XIII 1977
Navigation
Édition précédente Édition suivante
La Coupe du monde de rugby à XIII 1977 (8e édition depuis sa création en 1954) se déroule du 29 mai au 25 juin 1977 en Australie et en Nouvelle-Zélande deux ans après la précédente édition. Il s'agit de la plus importante des compétitions internationales de rugby à XIII mettant aux prises des sélections nationales, organisée par Rugby League International Federation (RLIF).
Le format de la compétition est reprise à celle de la Coupe du monde 1972 c'est-à-dire composé de deux phases, d'abord sous forme de championnat entre les quatre participants (Grande-Bretagne, Australie, France et Nouvelle-Zélande) puis les deux premiers de cette phase s'affrontent pour une finale.
l'Australie remporte le titre en restant invaincue dans la compétition : après avoir remporté la phase de championnat avec trois victoires en trois matchs, elle s'impose en finale contre la Grande-Bretagne 13 à 12 au Sydney Cricket Ground de Sydney.

## Les équipes

### France
Le sélectionneur est Yves Bégou.
| Nom                  | Âge | Matchs (Ptsmarqués) pendant l'édition | Club               |
| -------------------- | --- | ------------------------------------- | ------------------ |
| Guy Alard            | 21  | 3 (0)                                 | Carcassonne        |
| Christian Baile      | 21  | 0 (0)                                 | Carcassonne        |
| Hervé Bonet          |     | 1 (0)                                 | Saint-Estève       |
| Jean-Marc Bourret    | 20  | 1 (0)                                 | XIII Catalan       |
| Jean-Louis Brial     | 28  | 0 (0)                                 | XIII Catalan       |
| José Calle (c)       | 32  | 3 (10)                                | Saint-Estève       |
| Manuel Caravaca      | 22  | 2 (0)                                 | Carcassonne        |
| Michel Cassin        | 23  | 3 (0)                                 | Toulouse           |
| Max Chantal          | 18  | 1 (0)                                 | Villeneuve-sur-Lot |
| Patrick Chauvet      | 25  | 1 (0)                                 | Carcassonne        |
| Jean-Jacques Cologni | 26  | 2 (6)                                 | XIII Catalan       |
| Henri Daniel         | 27  | 1 (0)                                 | XIII Catalan       |
| Guy Garcia           | 24  | 2 (0)                                 | Carcassonne        |
| Jacques Guigue       | 25  | 3 (3)                                 | Avignon            |
| Jackie Imbert        |     | 1 (0)                                 | Avignon            |
| Jean-Marie Imbert    | 27  | 2 (0)                                 | Avignon            |
| Christian Laskawiec  | 24  | 2 (0)                                 | Albi               |
| Gérard Lépine        |     | 0 (0)                                 | Bordeaux           |
| Jean-Claude Mayorgas | 23  | 0 (0)                                 | Toulouse           |
| Michel Moussard      | 33  | 1 (0)                                 | Albi               |
| José Moya            | 22  | 3 (11)                                | Carcassonne        |
| Guy Rodriguez        | 26  | 2 (0)                                 | Toulouse           |
| Joël Roosebrouck     | 23  | 3 (3)                                 | Villeneuve-sur-Lot |
| André Ruiz           | 30  | 2 (0)                                 | Carcassonne        |
| Pierre Saboureau     | 29  | 0 (0)                                 | XIII Catalan       |
| Jean-Pierre Sauret   | 31  | 3 (0)                                 | XIII Catalan       |
| René Terrats         | 27  | 2 (0)                                 | Saint-Estève       |

## Résultats

### Tournoi
| Tournoi |                  |   |   |   |   |    |    |     |     |
|         | Équipe           | J | V | N | D | PP | PC | Δ   | Pts |
| 1       | Australie        | 3 | 3 | 0 | 0 | 67 | 26 | +41 | 6   |
| 2       | Grande-Bretagne  | 3 | 2 | 0 | 1 | 58 | 35 | +23 | 4   |
| 3       | Nouvelle-Zélande | 3 | 1 | 0 | 2 | 52 | 77 | -25 | 2   |
| 4       | France           | 3 | 0 | 0 | 3 | 33 | 72 | -39 | 0   |

| dim. 29 mai  | Nouvelle-Zélande | 12 - 27 | Australie       | Carlaw Park, Auckland         |
| dim. 5 juin  | France           | 4 - 23  | Grande-Bretagne | Carlaw Park, Auckland         |
| sam. 11 juin | Australie        | 21 - 9  | France          | Sydney Cricket Ground, Sydney |
| dim. 12 juin | Nouvelle-Zélande | 12 - 30 | Grande-Bretagne | Christchurch                  |
| sam. 18 juin | Australie        | 19 - 5  | Grande-Bretagne | Lang Park, Brisbane           |
| dim. 19 juin | Nouvelle-Zélande | 28 - 20 | France          | Carlaw Park, Auckland         |

### Finale
| 16 juin 1977 | Australie | 13 - 12 | Grande-Bretagne | Sydney Cricket Ground, Sydney 24 457 spectateurs |
| 16 juin 1977 |           |         |                 | Sydney Cricket Ground, Sydney 24 457 spectateurs |
| 16 juin 1977 |           |         |                 | Sydney Cricket Ground, Sydney 24 457 spectateurs |